# Лаппалайнен, Ласси
Ласси Рони Каспери Лаппалайнен (фин. Lassi Roni Kasperi Lappalainen; родился 24 апреля 1998, Эспоо) — финский футболист, вингер клуба MLS «Коламбус Крю» и национальной сборной Финляндии.

## Клубная карьера
Лаппалайнен начал карьеру в футбольной академии клуба ХИК. С 2015 по 2017 годы выступал за «Клуби 04», резервную команду ХИК.
В основном составе ХИК дебютировал 2 апреля 2016 года в матче Вейккауслиги против клуба «Мариехамна» на стадионе «Сонера», выйдя на замену Ннамди Одуамади на 90-й минуте. 29 апреля 2016 года впервые вышел в стартовом составе ХЕК в матче Вейккауслиги против клуба «ПС Кеми».
В июле 2017 года 18-летний вингер отправился в аренду в клуб РоПС до окончания сезона. 23 июля 2017 года забил свой первый гол за клуб в матче против клуба СИК через пять минут после своего выхода на замену. Сезон 2018 года вновь провёл в аренде в клубе РоПС.
17 июля 2019 года перешёл в клуб итальянской Серии A «Болонья».
25 июля 2019 года отправился в аренду в клуб MLS «Монреаль Импакт» сроком до 31 декабря 2019 года с опцией продления аренды до 30 июня 2020 года или 31 декабря 2020 года. Свой дебют в североамериканской лиге, 27 июля 2019 года в матче против «Филадельфия Юнион», отметил дублем, за что был назван игроком недели в MLS. 21 ноября 2019 года аренда была продлена до 30 июня 2020 года. 16 июня 2020 года аренда была продлена до 31 декабря 2020 года. 4 ноября 2020 года аренда была продлена до 31 декабря 2021 года. 3 декабря 2021 года перешёл в «КФ Монреаль» на постоянной основе, подписав контракт до конца сезона 2024 с опцией продления на сезон 2025.

## Карьера в сборной
Выступал за юношеские и молодёжные сборные Финляндии, начиная со сборной до 16 лет. 8 января 2019 года дебютировал в составе первой сборной Финляндии в товарищеском матче против Швеции. Был включён в состав сборной на чемпионат Европы 2020.